# Chenghua, Guangdong
Chenghua (kinesiska:  澄海) är ett stadsdelsdistrikt i sydöstra Kina. Det ligger i stadsdistriktet Chenghai i staden Shantou i 
provinsen Guangdong, omkring 360 kilometer öster om provinshuvudstaden Guangzhou. 